# オシュトティトラン洞穴

オシュトティトラン洞穴をはじめとするオルメカ遺跡の位置

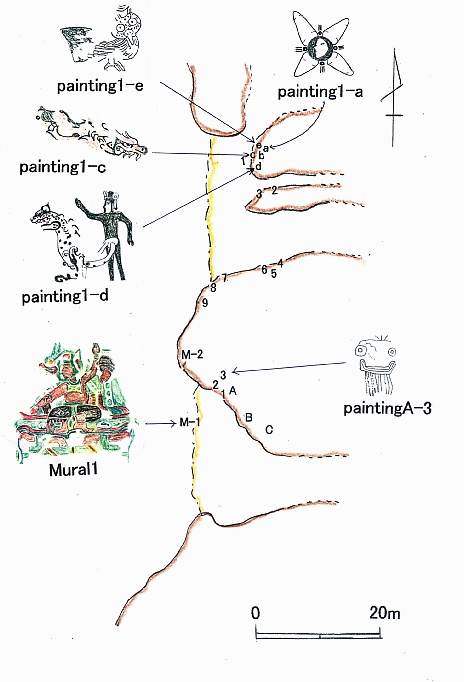
オシュトティトラン洞穴に描かれた壁画の位置図

オシュトティトラン洞穴（オシュトティトランどうけつ、Oxtotitlan cave）は、メキシコ、ゲレロ州にあるオルメカ様式の壁画で知られる奥行きが浅い洞穴遺跡である。壁画は図示したように洞穴の入り口付近に集中している。オシュトティトランの名称は、洞穴から2km西方にあるアカティトランの住民による呼称で、ナワトル語で「穴のある場所」という意味である。同じく壁画で知られるフストラワカ洞窟 (Juxtlahuaca cave) から北方30kmの地点に位置する。発見当時は、ゲレロ州の州都チルパンシンゴから舗装のない悪路を東方に54km進んだ場所にあった。
オシュトティトランの壁画は、下地に樹脂かあるいはシソ科サルビア属の草であるチーアの実（種子を水に漬けると粘液質が膨潤し、これを絵具のメディウムとして用いることができる）ないし動物の脂肪などの油をベースに多彩色の鉱物質の顔料を用いて描いたと考えられる。

## 彩色壁画1号（Mural1）
彩色壁画1号は、大きな多彩色の壁画で、幅3.8m、高さ2.5mである。この壁画は南洞穴の開口部、崖のふもとの地表から10mの高さに描かれている。この壁画は様式化したジャガーの怪物の頭の上に座っている人物を表現している。

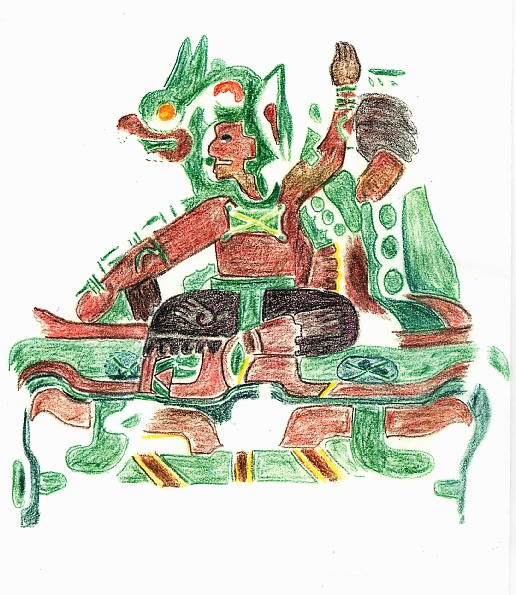
オシュトティトラン彩色壁画1号。二つの角をもったフクロウの頭飾りに赤いモチーフがみられ、ジャガーの怪物の頭に座った人物は、X字の胸飾りと鼻飾り、腕や足にも装飾品をつけていることがわかる。腕からは外套が一部垂れ下った様子がうかがわれる。濃い緑色のジャガー様怪物の目にもX字があり、上あごないし上唇からは「八」字状に外反した緑色の牙が出ている。欠損している部分がかなりみられる。

テオパンテクァニトランの半人半獣の「超自然的存在」を表した石彫。聖アンデレ十字のようなX字を配した長方形の胸飾りをつけている。

### ジャガー様怪物のもつ意味

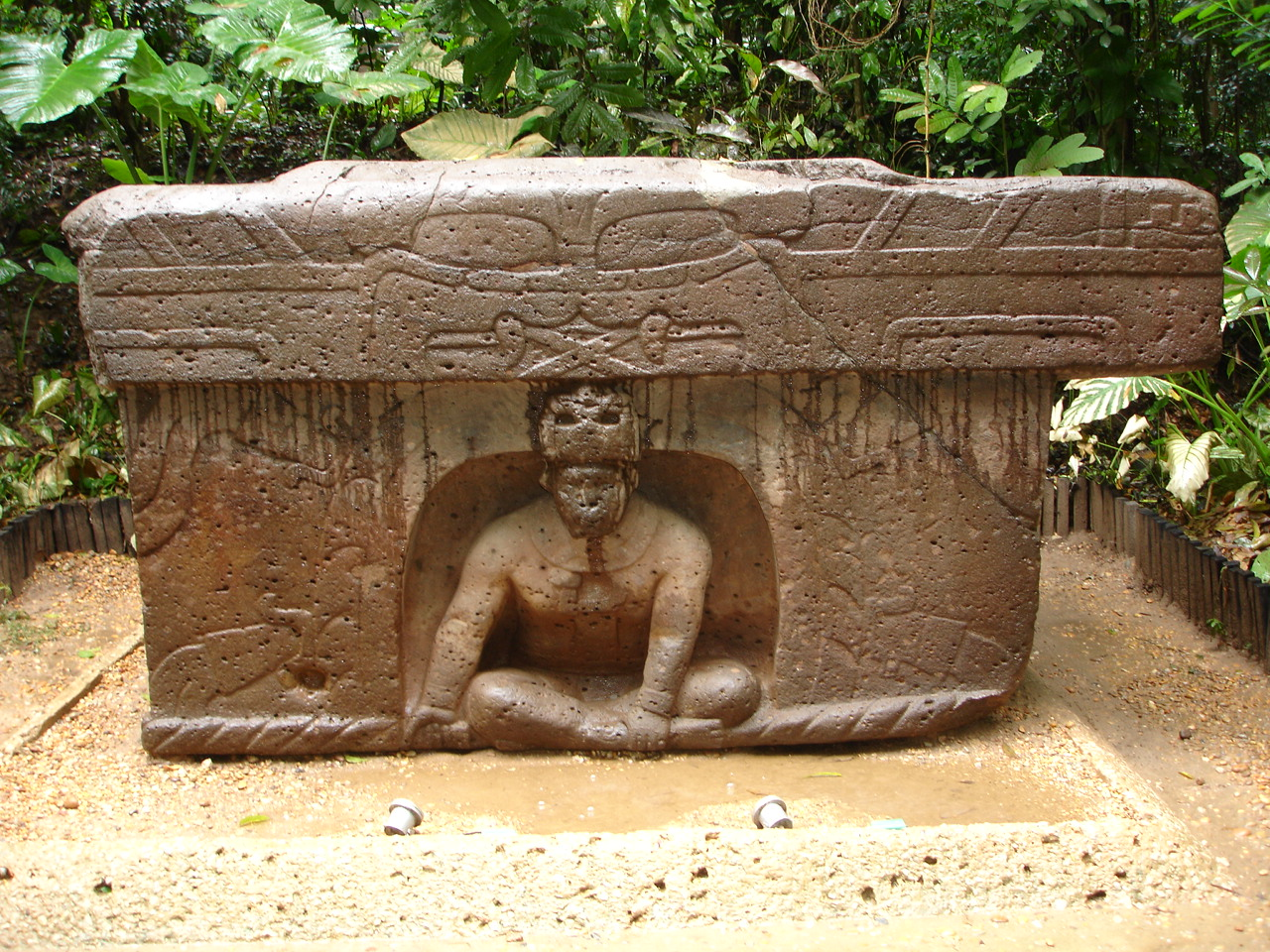
湾岸オルメカの典型的な石彫であるラ・ベンタ祭壇4号。ジャガーの口の中が空洞ないし壁龕（へきがん）状になり、その中央に人物がすわっている。

チャルカツィンゴの記念碑1号。洞窟の入り口に座る「王」(El Rey)。

彩色壁画1号の主題であるジャガーの怪物の頭は湾岸のオルメカ遺跡にみられる祭壇のジャガーの怪物に近いものと考えられる。最初にジャガー様怪物の目であるが湾岸オルメカの石彫やチャルカツインゴ記念碑9号にみられる目の形に似ている。両目の瞳孔には、暗い青緑色の楕円形の中に聖アンデレ十字のようなX字が描かれている。同じモチーフはフストラワカ洞窟壁画の蛇やジャガーの絵にも描かれている。彩色壁画1号のジャガーの右目は座った人物の垂れ下った足によって一部隠れている。ジャガーの怪物の上あごないし上唇の表現や上あごからは外反するように曲がった「牙」が垂れ下っている様子はラ・ベンタの祭壇1号や記念碑12号の帯の部分と似ている。次に、湾岸オルメカの祭壇では人物が祭壇の中で座った姿で刻まれているが、オシュトティトランのこの壁画でも祭壇の中で座るのと同じような座った姿をしている。また、大事なことは、湾岸オルメカの祭壇の場合、ジャガーの上あごないし上唇の下は、空洞、ないし壁龕（へきがん）状にへこんでいることで、その壁龕状の部分はジャガーの口であるとともに洞窟を表していると考えられている。ジャガー様怪物の口と洞窟のイメージを重ね合わせるような表現はチャルカツインゴの浅浮き彫りされた石彫にみることができる（記念碑1号など）。後古典期のメキシコ中央高原地方の絵文書 (Codice,Codex) には、横から見た洞窟が大地の怪物の口に見立てられる表現があり、オシュトティトランの壁画やチャルカツインゴの記念碑1号に通じるものがある。ジャガー様怪物の顔を表現したこの彩色壁画1号が描かれたのはまさに洞窟の入り口の天井であって、象徴的といえる。
オシュトティトランのジャガーの怪物に欠けているのは鼻の部分で、上唇の中央部にあると思われるがちょうど欠損している。ジャガーの怪物の顔と座った人物の装っている服装の対部分は緑色に塗られている。緑はメソアメリカの図像では、水とヒスイの象徴である。
チャルカツィンゴにはジャガーの怪物と洞窟は一連のものと考えられ、植物や雨神のようなほかのモチーフを含むことがある。それは疑いなく農業の豊穣への願いとつながっていく。マシュー・スターリング (Matthew Stirling) は、ラベンタの祭壇4号の上が平坦なのはジャガーの毛皮を投げて広げて祭壇全体をジャガーに見立てるためだと述べていることも、祭壇4号もジャガーの怪物と洞窟の一体性を表現していることで究極的な性格は同じものと考えられる。

## 北洞穴（North Grotto）の壁画（Paintings）

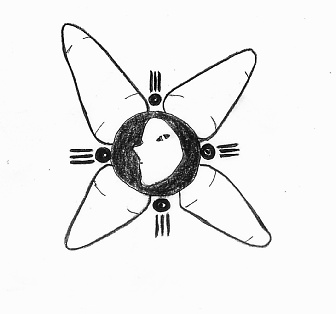
オシュトティトラン北洞穴、「花弁のついた人物の横顔」(1-a)

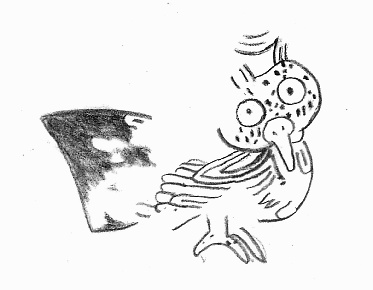
オシュトティトラン北洞穴、「フクロウ」(1-e)

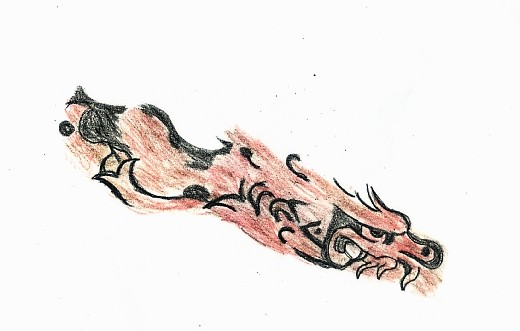
「ワニか龍のような爬虫類」（1-c）。シパクトリかイツアムナ神か？

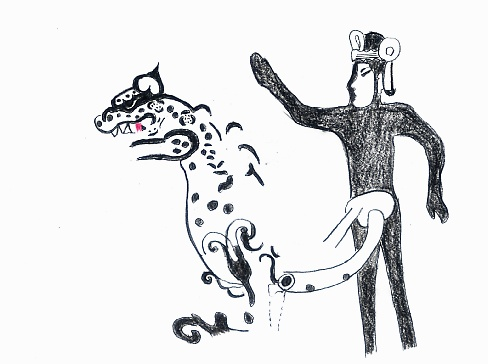
人間とジャガーが性交しているような図像

北洞穴の壁画はすべて黒色であり鉱物質の顔料や火によるすすを沈着させて描いている。北洞穴のうち北側に描かれた壁画（Paintings）1号には、花弁のついた人物の横顔（1-a）、ワニか龍のような爬虫類（1-c）、人間とジャガーが性交しているような図像（1-d）そしてフクロウ（1-e）が見られる。花弁のついた人物の横顔（1-a）は、マヤでいう日の文字キンに似ており「日」とか「太陽」を現している可能性がある。フクロウ（1-e）は、1-aの左側のやや下に描かれている。このフクロウにも彩色壁画1号の頭飾りのフクロウと同様角のようなものを生やしている。フクロウは夜や地下世界の象徴であり、マヤ神話の『ポポル・ヴフ』などでも地底世界の神々の使者として描かれる一方で、後古典期のドレスデン絵文書などにトウモロコシの葉をつけた図像もみられ、前述したように雨と豊穣の象徴でもある。1-cのワニや龍のような爬虫類は、アステカのトカゲ神シパクトリと羽毛を生やした蛇を掛け合わせたような姿をしている。チャルカツィンゴのレリーフ5号に似たものをみることができる。マイケル・コウ（Michael Coe）によるとチャルカツィンゴとこのオシュトティトランのトカゲは頭の後ろに羽のようなものがついていることから雨と作物の豊穣をもたらすイツァムナー神と考えられるという。
人間とジャガーが性交しているような図像（1-d）は、ジャガーの尾が人間の陰部につながっている形をしている。ジャガーの胴部には花を思わせる文様が描かれ、人物はペニスを露出させているようにみえる。ジャガーの口の部分には赤い彩色が一部施されている。人間とジャガーの性交している図像は極めて少ないがリオ・チキトー(Rio Chiquito)の記念碑1号、ポトレロ・ヌエボ（Potrero Nuevo、ベラクルス州、サン・ロレンソの近隣）の記念碑3号に女性とジャガーが性交しているものがある。

## オシュトティトランの壁画の性格

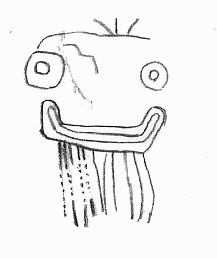
後のテオティワカンの雨神トラロックを思わせる雨神の壁画。オシュトティトラン南洞穴A-3壁画

オシュトティトランの壁画の性格は、雨、水、豊穣と深い関係があり、南洞穴の雨神と思われる後のトラロック神に似たA-3号壁画からもそのような性格を推察できる。
アカティトランの古老の話には、雨季になるとかってオシュトティトランには、水をたたえた池ができてときどき洞窟の口から滝のように流れてふもとの耕地をうるおしたという。
一方でこのような水や豊穣にかかわる壁画はフストラワカには見られない。
オシュトティトランはフストラワカの壁画が洞窟の奥に描かれるのとは異なり、崖の壁面や洞穴の入り口の部分に壁画が集中している。
オシュトティトランの壁画のテーマは水や豊穣ということがひとつの大きな主題であるがそれだけではない。湾岸オルメカの石彫にみられるようにジャガーの口を洞窟にみたててその口の中に人物が座っているというテーマがある。そのような人物はしばしば半人半ジャガーの赤ん坊を抱いている場面がある。それと似た画像が祭壇の脇に刻まれることがある（ラ・ベンタの祭壇4号及び5号など）。こういった画像はオルメカの神秘的な起源とつながりがあると考えられる。祭壇はオルメカの支配者にささげられた記念碑であるが、彩色壁画1号にみられるジャガー様怪物の顔は、湾岸オルメカの祭壇と密接な関連や類似性がみられることは前述してきたとおりである。マイケル・コウは、オルメカとはジャガーの子供たちだと呼んだことがあるくらいである。
北の洞穴に描かれている壁画は黒一色であるが、メソアメリカの図像で黒は地下世界を表現している。壁画1-dのジャガーと人間の性的な結合はオルメカの神秘的な起源と深い関係がある。メソアメリカの宗教でジャガーは地下世界の動物と位置づけられている。オルメカの神秘的な起源と地下世界、洞窟とは密接な結びつきがある。
ジャガーはオルメカの王権のシンボルであり、オルメカの支配者たちは、われこそはジャガーの子孫であるということを地下世界における人間とジャガーの結合によってうまれたことで示そうとした。地下世界の入り口であるジャガー様怪物の口の前に座る姿の石彫を刻むことによって王権を強化、確立しようとしたのである。オシュトティトランの壁画は前述してきたように様式的にサン・ロレンソよりラ・ベンタに近い。デイビッド・グローヴによると、放射性炭素年代測定で、ラ・ベンタの年代は、紀元前1000年から同600年としているので、おおむねその時期に位置づけられると思われる。現在、ラ・ベンタの全盛は紀元前800年から同400年頃に破壊されるまでとされているが、オシュトティトランには後述するように時代を決定できる土器の出土がないことから実際には紀元前400頃まで続いたかどうかまではわからない。

## 出土遺物など
オシュトティトランでは、織物の断片が確認されている。綿とウサギの毛を折り合わせたものである。また少ないながらも土器片が確認されている。しかし具体的な時期を判別できるものはない。しかしながら、アカトランとオシュトティトランの間にはセロ・キアテペク洞窟がありわずかながら先古典期の土器が確認されている。